# 尕让寺
尕让寺，位于中国青海省贵德县尕让乡阿言麦村，为第五批青海省文物保护单位，公布日期为1988年9月15日，类型为古建筑。
尕让寺的历史年代为清。